# Ключ 37
| 大                     | 大      | 大      |
| ---------------------- | ------- | ------- |
| 36                     | 37      | 38      |
| Піньінь:               | dà      | dà      |
| Чжуїнь:                | ㄉㄚˋ   | ㄉㄚˋ   |
| Вейд-Джайлз:           | ta4     | ta4     |
| Ютпхін:                | daai6   | daai6   |
| Он:                    |         |         |
| Кун:                   |         |         |
| Кандзі:                | 大 dai  | 大 dai  |
| Хун:                   | 클 keul | 클 keul |
| Им:                    | 대 dae  | 대 dae  |
| Індекс у Вікісловнику: | 大      | 大      |

Ключ 37 — ієрогліфічний ключ, що означає великий або дуже і є одним із 31 (загалом існує 214) ключа Кансі, що складаються з трьох рисок.
У Словнику Кансі 132 символи із 40 030 використовують цей ключ.

## Символи, що використовують ключ 37

Як писати ієрогліф.

| кількість рисок | ієрогліфи                        |
| --------------- | -------------------------------- |
| без додаткових  | 大 夨                            |
| 1 додаткова     | 天 太 夫 夬 夭                   |
| 2 додаткові     | 央 夯 夰 失 夲 夳 头             |
| 3 додаткові     | 买 夵 夶 夷 夸 夹 夺 夻 夼       |
| 4 додаткові     | 夽 夾 夿 奀 奁 奂                |
| 5 додаткових    | 奃 奄 奅 奆 奇 奈 奉 奋 奌 奍 奔 |
| 6 додаткових    | 奊 奎 奏 奐 契 奒 奓 奕 奖       |
| 7 додаткових    | 套 奘 奙 奚                      |
| 8 додаткових    | 奛 奜 奝 奞 奟                   |
| 9 додаткових    | 奠 奡 奢 奣 奤 奥                |
| 10 додаткових   | 奦 奧 奨                         |
| 11 додаткових   | 奩 奪 奫 奬                      |
| 12 додаткових   | 奭                               |
| 13 додаткових   | 奮 奯                            |
| 15 додаткових   | 奰                               |
| 19 додаткових   | 奱                               |
| 21 додаткова    | 奲                               |